# Amra Sadiković
Amra Sadiković (ur. 6 maja 1989 w Prilepie) – szwajcarska tenisistka.

## Kariera tenisowa
Występy na zawodowych kortach rozpoczęła w czerwcu 2005, biorąc udział w kwalifikacjach do turnieju ITF, w szwajcarskim Lenzerheide. Zagrała tam dzięki dzikiej karcie ale odpadła już w pierwszej rundzie. Dwa tygodnie później, też z dziką kartą, zagrała w turnieju głównym w Davos, ale po przegraniu pierwszego meczu ze Stefanie Vögele odpadła z dalszych rozgrywek. W kwietniu 2008 roku wygrała swój pierwszy turniej deblowy (w parze z Naomi Broady) w Bol w Chorwacji a w czerwcu tego samego roku, pierwszy turniej singlowy, w Davos. W sumie wygrała osiem turniejów singlowych i piętnaście deblowych rangi ITF.
W październiku 2006 dostała szansę od organizatorów turnieju cyklu WTA w Zurychu i zagrała, w parze ze Stefanie Vögele, w kwalifikacjach gry podwójnej, odpadając w pierwszej rundzie. Rok później, na tym samym turnieju wygrała jeden mecz w kwalifikacjach singla, pokonując w pierwszej rundzie Jarosławę Szwiedową i przegrała drugi z Anabel Mediną Garrigues. Po raz pierwszy w turnieju głównym zagrała we wrześniu 2009, na turnieju Bell Challenge w Quebecu. Wygrała tam kwalifikacje, pokonując w nich między innymi Anastazję Piwowarową a w turnieju głównym wygrała pierwszą rundę, zwyciężając Olgę Puczkową i odpadła w drugiej, po przegranym meczu z Amerykanką Lilią Osterloh.
Od 2009 jest w stałym składzie reprezentacji Szwajcarii w rozgrywkach Pucharu Federacji, żeńskiego odpowiednika Pucharu Davisa.

## Wygrane turnieje rangi ITF
| turnieje z pulą nagród 100 000 $   |
| turnieje z pulą nagród 75/80 000 $ |
| turnieje z pulą nagród 50/60 000 $ |
| turnieje z pulą nagród 25 000 $    |
| turnieje z pulą nagród 15 000 $    |
| turnieje z pulą nagród 10 000 $    |

|    | Data       | Turniej   | Kat. | ($)    | Naw.     | Finalistka            | Wynik            |
| 1. | 22/06/2008 | Davos     | ITF  | 10 000 | ziemna   | Michaela Pochabova    | 7:6(5), 7:6(3)   |
| 2. | 21/03/2010 | Wetzikon  | ITF  | 10 000 | dywanowa | Nina Zander           | 7:5, 7:5         |
| 3. | 21/08/2010 | Innsbruck | ITF  | 10 000 | ziemna   | Ellen Barry           | 6:4, 6:2         |
| 4. | 06/11/2011 | Toronto   | ITF  | 50 000 | twarda   | Gabriela Dabrowski    | 6:4, 6:2         |
| 5. | 04/12/2011 | Wędrynia  | ITF  | 25 000 | twarda   | Karolína Plíšková     | 5:7, 6:1, 7:6(5) |
| 6. | 01/04/2012 | Fallanden | ITF  | 10 000 | dywanowa | Sarah-Rebecca Sekulic | 6:3, 6:2         |
| 7. | 06/05/2012 | Chiasso   | ITF  | 25 000 | ziemna   | Tereza Mrdeza         | 6:3, 6:3         |
| 8. | 18/11/2012 | Helsinki  | ITF  | 25 000 | dywanowa | Anna Schmiedlová      | 6:4, 6:0         |